# Москва 2017
«Москва 2017» (англ. Branded) — российско-американский фантастический фильм режиссёров Александра Дулерайна и Джейми Брэдшоу, вышедший в широкий прокат в России и США 7 сентября 2012 года.
Слоган фильма — «Город будет захвачен».

## Сюжет
Начало 1980-х годов, Советский Союз. Подросток Миша Галкин лежит на скамейке в ожидании очереди и разглядывает звёзды. Неожиданно звёзды начинают смещаться в контур головы коровы, которая поворачивается и смотрит на него. Миша слышит свой номер, просыпается и бежит к началу очереди. В это время в Мишу ударяет молния. Женщина, помогающая Мише прийти в себя, предсказывает ему, что его жизнь не будет обычной.
2017 год, Россия. Миша стал успешным маркетологом в компании быстрого питания. К его работодателю Бобу Гиббонсу из США приезжает племянница Эбби. И хотя Боб предупреждает Мишу, чтобы тот держался от неё подальше, у Миши и Эбби завязывается роман.
На выставке советского дизайна Миша говорит ей, что наша эра — эра маркетинга, которую создал Владимир Ильич Ленин. И до сих пор эта эра продолжается (отсюда и название «Москва 2017», 100 лет после революции 1917 года).
В это время легендарный гуру маркетинга Джозеф Паскаль встречается с руководством компании, озабоченным падением спроса на фаст-фуд и предлагает им фантастический и безнравственный план по увеличению спроса. Эксперимент решают провести в трёх странах: Бразилии, Кении и России. Мишу нанимают сделать рекламу нового реалити-шоу, в котором показано, как девушка с избыточном весом путём пластических операций станет худой и красивой. Но после первой же операции Вероника впадает в кому. Общество оборачивается против шоу и Миша становится «козлом отпущения». Его арестовывают. На самом деле, шоу и кома девушки организованы по плану гуру, чтобы изменить представления общества о красоте. Боб вытаскивает Мишу из тюрьмы, отправляет племянницу домой, но сам умирает от сердечного приступа.
Чувствуя себя виноватым, Миша уезжает из Москвы. Шесть лет спустя Эбби находит его в деревне, где Миша живёт простой жизнью, работая пастухом. Миша отказывается покинуть деревню, но потом приносит одну из коров в жертву, благодаря чему у него открывается второе зрение. Миша отправляется в Москву и узнаёт, что Эбби получила наследство от дяди и что у них есть шестилетний сын. За эти годы компания фаст-фуда изменила представления людей — все поголовно питаются гамбургерами, почти каждый имеет избыточный вес, излишняя полнота считается эталоном красоты.
Благодаря второму зрению Миша видит бренд гамбургера в виде монстров, которые присосались к каждому человеку и вынуждают людей потреблять фаст-фуд. Он разрабатывает план, чтобы бороться против монстров, используя свои собственные методы. Миша разрабатывает стратегию как разорить корпорации гамбургеров. Для этого проводит рекламную кампанию для китайской сети вегетарианских ресторанов, чтобы убедить людей, что в говядине содержатся смертельно опасные вирусы. Один из способов проверка мяса прибором. На телевидении появляется реклама от министра сельского хозяйства, что прибор не работает. Но министр сельского хозяйства России умирает, демонстративно съев гамбургер перед камерой. Новый китайский монстр-бренд вегетарианской еды убивает соперника, компания фаст-фуда становится банкротом. Благодаря кампаниям Миши начинается тотальная война монстров-брендов и последующие разорения различных компаний. В России, а потом и по всему миру правительство запрещает все виды рекламы. В конце фильма девушка, впавшая в кому, пробуждается. Во время титров под песню "Районы-кварталы" группы "Звери" показываются различные рекламные советские плакаты. Фильм заканчивается хэппи эндом герой жив рядом с женой и ребёнком.

## В ролях
- Эд Стоппард — Миша Галкин
- Лили Собески — Эбби Гиббонс
- Джеффри Тэмбор — Боб Гиббонс
- Макс фон Сюдов — Джозеф Паскаль
- Ингеборга Дапкунайте — Вячеслава Дупчек
- Андрей Кайков — Павел
- Ульяна Лаптева — Вероника
- Виктор Вержбицкий — Юрий Николаевич
- Александр Дулерайн — Роман Шварц
- Олег Акулич — Иванов
- Атанас Сребрев — Джон
- Вита Попова — кричащая актриса
- Нина Русланова — женщина в толпе
- Майкл Блэкберн — помощник Паскаля
- Юрий Хариков — медэксперт
- Сергей Корягин — следователь
- Мириам Сехон — вокалистка в группе
- Владислав Копп — ведущий новостей

## Съёмки
Фильм был снят в Москве и Софии.

## Кассовые сборы
В первую неделю проката в России (включая страны СНГ) фильм стал лидером кинопроката, собрав $1 956 377, в США в эту же неделю фильм не получил кассового успеха, собрав всего $240 565.

## Критика
Дмитрий Дабб на Взгляд.ру пишет: «В общую ущербность этой поделки даже погружаться не хочется, вдруг затянет. Если чего и хочется, недоуменно спросить — для кого этот фильм вообще предназначен?».
Видеоблогер и кинокритик Евгений Баженов в своём обзоре от 17 октября 2012 года удостоил фильм «Михалоскара» за худший сценарий. «Надо понять, что сцены в этом фильме снимали ради двух вещей: потянуть время и показать рекламу, ну а на оставшуюся минуту развить немножко сюжет» — отметил он.
Однако писатель, сценарист и блогер Леонид Каганов весьма тепло отозвался о картине как о «любопытной попытке экранизировать Пелевина без малейшего привлечения какого-либо Пелевина»; в своём блоге он среди прочего отметил: «Несмотря на внешнюю простоту, идея фильма достаточно глубока и идет, как мне видится, от теорий Докинза о мемах… о том, как рекламные бренды (с изрядным юмором изображенные виртуальными чудовищами) принялись менять человечество под свои потребности».
В свою очередь, кинокритик Гордей Петрик относит фильм к разряду параллельного кино (аналогичной позиции придерживается и Лидия Маслова, но сам Дулерайн с таким определением не согласен), воспринимая картину как тотальную инсталляцию: «успешный маркетолог Дулерайн снимает фильм, цель которого — изобличение рекламы, причём любой, и экспортирует его в массы».